# Бертолотти, Алессандро
Алессандро Бертолотти (итал. Alessandro Bertolotti; род. 1960, Рим) — итальянский фотограф.
В 1979 он был назначен ведущим шоу в RAI (национальная телекомпания Италии). С 1990 года Бертолотти работал внештатным фотографом в ряде итальянских журналов, таких как Moda, Gioia, Donna della Repubblica, Excelsior, Boss, Blowup.
Работы фотографа входят в коллекцию Национальной Библиотеки Франции. Его любимые жанры фотографии — пейзаж, портрет, ню. Фотографии Бертолотти в жанре ню перекликаются с работами Джока Стёрджеса.